# Karin Krog

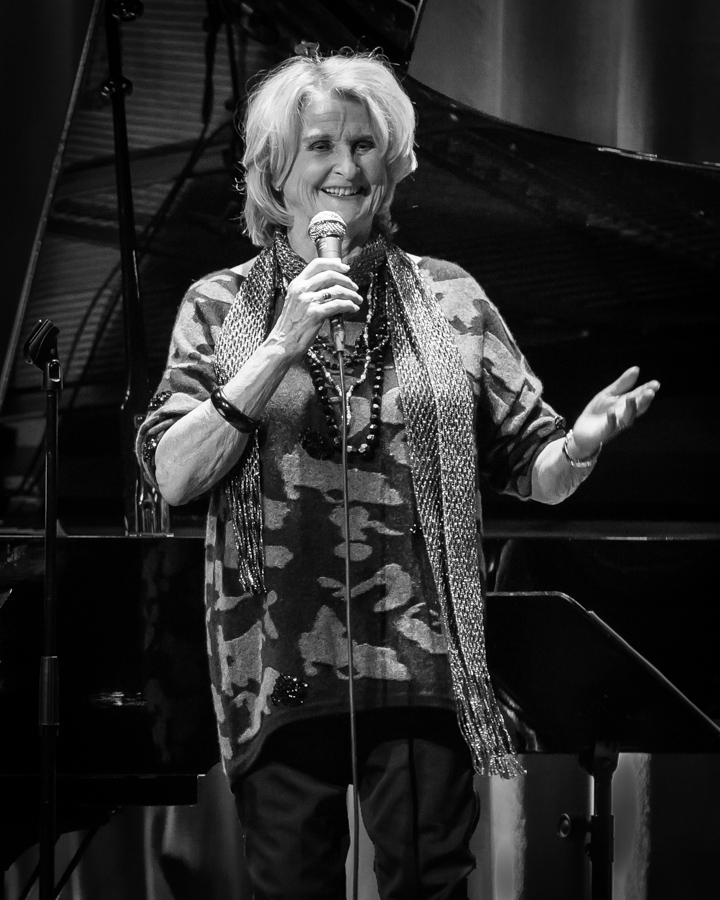
Karin Krog, 2015

Karin Krog (* 15. Mai 1937 in Oslo) ist eine norwegische Sängerin des Modern Jazz. Bereits Mitte der 1960er Jahre hat sie international Anerkennung als die originelle europäische Stimme des Jazzgesangs gefunden. Sie wandte sich zwischenzeitlich auch dem freien Jazz und der avantgardistischen Konzertmusik zu.

## Leben und Wirken
Krogs Karriere begann im Penguin Club in Oslo, wo sie 1955 von Kjell Karlsen entdeckt wurde, der sie als Sängerin für sein Sextett engagierte. Im nächsten Jahr folgten erste Rundfunkauftritte. 1957 trat sie im Humlen Restaurant in Oslo mit dem Altsaxophonisten Mikkel Flagstad und dem Pianisten Einar Iversen auf.
Seit Anfang der 1960er Jahre leitete sie eigene Bands, daneben arbeitete sie mit dem Quintett von Frode Thingnæs, dem Trio des Pianisten Egil Kapstad und von 1962 bis 1968 mit ihrer Gesangslehrerin Anne Brown (der Bess in der Erstinszenierung von Gershwins Porgy and Bess). Ihre erste Veröffentlichung erschien auf der Kompilations-LP Metropol Jazz erschien 1963; im selben Jahr trat sie auch mit Cecil Taylor und mit Don Ellis auf. George Russell bescheinigte ihr „einen Stil, der echt mit der Ausweitung des gesamten dramatischen Spektrums dessen zu tun hat, was man Jazzgesang nennt.“ 1964 veröffentlichte sie ihr erstes Soloalbum By Myself, im gleichen Jahr, in dem sie auch in Antibes auf dem Jazzfestival auftrat.
1965 gehörte Krog zu den Gründern des Norsk Jazzforum, dessen erste Leiterin sie war. Sie trat mit eigenen Quartetten und Quintetten auf, sang mit einer Gruppe unter Egil Kapstad, nahm zwei Singles mit der Rhythm-and-Blues-Band Public Enemies auf und brachte 1966 ihre zweite LP Jazz Moments mit Jan Garbarek, Kenny Drew, Niels-Henning Ørsted Pedersen und Jon Christensen heraus.
Nach Besuchen auf dem Jazz Jamboree in Warschau und Prag trat sie 1967 mit Don Ellis und Clare Fischer in den USA auf; 1968 präsentierte sie sich beim Montreux Jazz Festival, es folgten eine Europa- und eine Japantournee. 1970 war sie auf Japantournee mit den European All Stars (u. a. Albert Mangelsdorff, Jean-Luc Ponty und John Surman) und sang beim Jazz Festival Frankfurt gemeinsam mit dem Art Ensemble of Chicago und Jeanne Lee. 1971 war sie erneut in den USA.
Während der 1970er Jahre trat sie vor allem in Duo- und Triobesetzungen u. a. mit Dexter Gordon, Archie Shepp, John Surman, Red Mitchell, Warne Marsh, Bengt Hallberg und Nils Lindberg auf. Mit dem Konzertprogramm Synthesis tourte sie mit Richard Rodney Bennet durch Norwegen und Großbritannien. Auch 1975 und in den folgenden Jahren trat sie weltweit bei Jazzfestivals auf.
Seit sie nach einer einschlägigen Ausbildung auch als Produzentin von Fernsehserien in Norwegen aktiv ist, ist sie etwas seltener live präsent gewesen, zumeist mit Surman, aber auch mit Nils Lindberg, Roger Kellaway, Palle Mikkelborg, Arild Andersen, dem Vienna Art Orchestra (1981, Donaueschinger Musiktage), Gary Foster (1981 San Francisco) und Lothar Krist (1986 Hamburg). Auch ist sie auf Produktionen mit Georgie Fame (»Dedications«), Per Borthen (»Swing Arrival«, 1980) und Bengt Hallberg (Two of a Kind, 1981) zu hören. 1987 gründete Krog die eigene Plattenfirma Meantime Records.
In den 1990er Jahren erregte sie Aufsehen mit Auftritten gemeinsam mit John Surman bei Kirchenkonzerten, 1996 in der Kathedrale von Salisbury und 1998 beim Oslo Jazzfestival in der Domkerken und ihrem Album Freestyle bei Odin. Daneben nahm sie u. a. Musik für Modern-Dance-Aufführungen von Carolyn Carlson und Lario Ekson auf.
Zu ihrem dreißigjährigen Jubiläum als Solosängerin erschien 1994 die Doppel-CD Jubilee, 2001 erschien die Sammlung Karin's Voyage, 2002 die Kompilation Raindrops, Raindrops (ein Titel davon, Meaning of Love erschien auch als Remix von Mathew Herbert). Im selben Jahr nahm sie mit dem Gitarristen Jacob Young die CD Where Flamingos Fly auf, 2003 folgte Where You At? mit dem Steve Kuhn Trio.

## Preise und Auszeichnungen
Bereits 1959 wurde Krog bei einer Umfrage der Zeitschrift Verdensrevyen zur Jazzsängerin des Jahres gewählt; 1965 erhielt sie den Buddyprisen. 1967 führte sie in der Zeitschrift Down Beat den Kritikerpoll als Sängerin, die mehr Beachtung verdiene, an. 1981 wurde Krog mit dem norwegischen Council Artists Award ausgezeichnet. 1975 ernannte sie die European Jazz Federation zur Jazzsängerin des Jahres. 1999 erhielt sie den Radka Toneff Minnepris. 2005 ehrte sie König Harald V. mit dem Sankt-Olav-Orden Erster Klasse. Auf dem Oslo Jazzfestival 2008 wurde ihr der Ella-prisen zugedacht. Im Jahre 2014 erhielt sie den norwegischen Gammleng-Preis für ihre Lebensleistung als Musikerin.

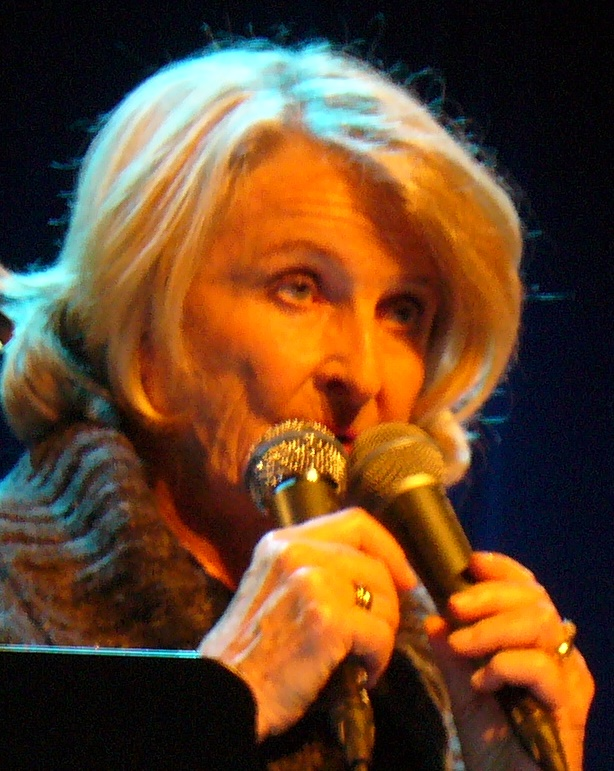
Karin Krog (2014)

## Auswahldiskografie
- Karin Krog: By Myself (1964)
- Karin Krog: Joy (Philips/Meantime Records MR15, 1968, mit Jan Garbarek, Arild Andersen, Jon Christensen u. a.)
- Dexter Gordon & Karin Krog: Some Other Spring (Meantime CD MR10, 1970)
- Karin Krog: Gershwin with Karin Krog - Songs by George & Ira Gershwin (Polydor Norway/Meantime, MR4 1973/74)
- Karin Krog: You Must Believe In Spring - Songs by Michel Legrand (Polydor Norway 2382 044, 1974)
- Karin Krog: We Could Be Flying (Polydor Norway 2382 051, 1974)
- Archie Shepp & Karin Krog: Hi Fly (P-Vine Records/Meantime, MR3, 1976)
- Karin Krog/John Surman: Cloud Line Blue (Meantime Records, MR11, 1978)
- Karin Krog: Freestyle (Odin/Meantime Records, MR18, 1985/86)
- Karin Krog: Where You at (Enja 2002, mit Steve Kuhn, David Finck, Bill Drummond)[3]
- Karin Krog/Steve Kuhn: Together Again (Grappa GRCD 4247, 2006)
- Karin Krog/John Surman: Songs About This and That (Meantime Records, MR20, 2013)[4]
- Karin Krog & John Surman With Ben Surman Infinite Paths (Meantime Records 2016)